# Abaffy

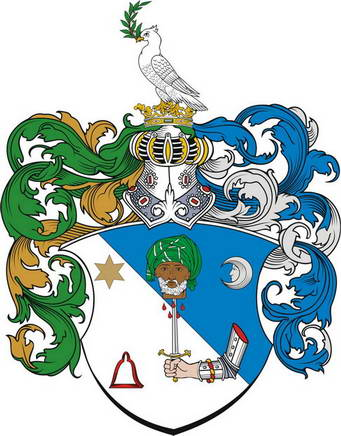
Erb rodu Abaffy

Abaffy (slovensky Abaffyovci, v současné slovenštině se používá i podoba Abafi, Abafiovci) byl uherský šlechtický rod. Jeho zakladatelem byl Aba z rodu Hanva, který žil v druhé polovině 13. století v Malé Hanvě (dnes součást obce Abovce, pojmenované právě po Abovi). Rod se časem rozdělil na více větví žijících v Uhersku i Sedmihradsku.

## Významní členové
- Ján Abafi – zakladatel oravské větve, kapitán Oravského hradu
- Jozef Abafi – svatbou s Alžbetou Okoličániovou získal majetky v Mokradi na Oravě (dnes součást Dolného Kubína).
- Mikuláš Abbafy, v letech 1613–1630 tokajský hejtman
- Jiří Abbafy, mladší bratr Mikuláše, velitel oravského hradu
- Alexander Abbafy, syn Jiřího, také velitel oravského hradu a v letech 1687–1695 podžupan oravské župy
- František Abaffy (1730 – 1817) – uherský jakobín, zemský poslanec a v letech 1766–1772 podžupan Oravské župy
- Aristid Abafi – podžupan oravské župy
- Leopold Abaffy – slovenský básník a prozaik